# Bälgen, Västerbotten
Bälgen är en sjö i Robertsfors kommun i Västerbotten och ingår i Rickleåns huvudavrinningsområde.